# Эмбенчимэ
Эмбенчимэ (также Эмбенчиэ, Эмбинчиме) — река в Эвенкийском районе Красноярского края России, правый приток Кочечума. Длина реки — 352 км (от истока Хоногды — 371 км). Площадь водосборного бассейна — 14500 км².

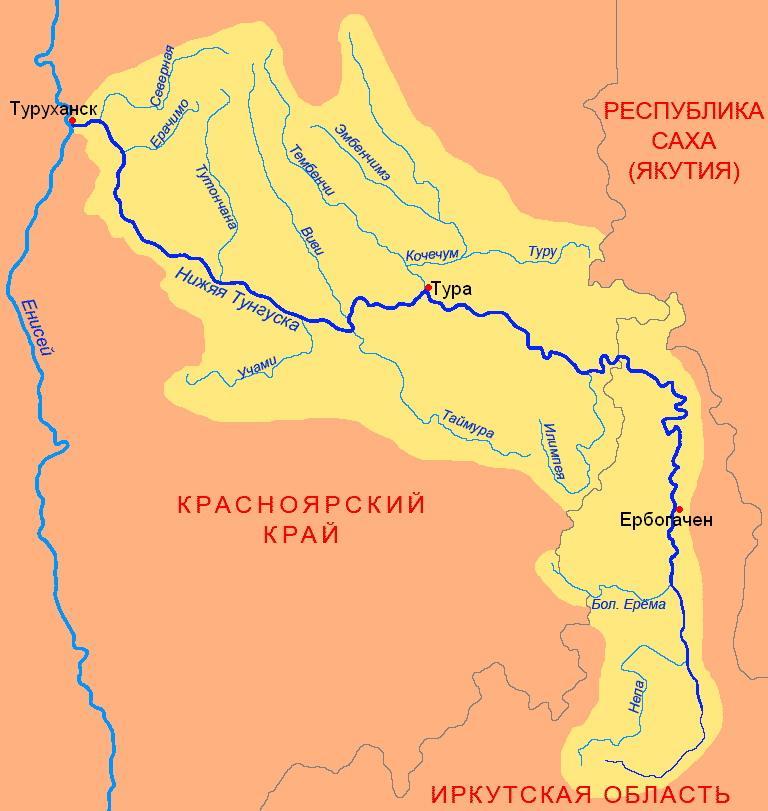

Исток реки находится на юге плато Путорана, на широте северного полярного круга, к юго-западу от озера Темберчи, на высоте более 800 м над уровнем моря. Преимущественно течёт в юго-восточном направлении по гористой местности, поросшей лиственницей. Пересекает плато Сыверма. В верховьях в долине реки большое количество некрупных озёр. Берега местами заболочены. Впадает в Кочечум по правому берегу на отметке 214 м над уровнем моря, выше впадения Гуткэнгдэ, в 255 км от устья Кочечума. Ширина перед устьем — 125-150 м при глубине 1,5-1,8 м; скорость течения в низовьях составляет 0,7 м/с. 
Ледостав примерно с октября до конца мая. В конце весны и в начале лета часто случаются сильные паводки.

## Основные притоки
Указаны поименованные притоки длиной 30 км и более
| Название           | Расстояние от устья | Длина | Положение |
| ------------------ | ------------------- | ----- | --------- |
| Чурбукан           | 65                  | 198   | левый     |
| Корондочана        | 103                 | 79    | правый    |
| Дюпкукон           | 148                 | 38    | левый     |
| Токингдэ           | 174                 | 31    | правый    |
| Бугарикта          | 200                 | 57    | правый    |
| Аннгакит           | 250                 | 33    | правый    |
| Верхняя Амнундакта | 265                 | 32    | левый     |
| Юктэли             | 278                 | 35    | левый     |
| Хуптыкан           | 283                 | 42    | правый    |
| Хоногда            | 294                 | 77    | левый     |
| Омутачи            | 315                 | 32    | левый     |

## Данные водного реестра
По данным государственного водного реестра России и геоинформационной системы водохозяйственного районирования территории РФ, подготовленной Федеральным агентством водных ресурсов:
- Бассейновый округ — Енисейский
- Речной бассейн — Енисей
- Речной подбассейн — Нижняя Тунгуска
- Водохозяйственный участок — Нижняя Тунгуска от водомерного поста посёлка Тура до водомерного поста посёлка Учами
- Код водного объекта — 17010700312116100074493